# Hermann Kauffmann

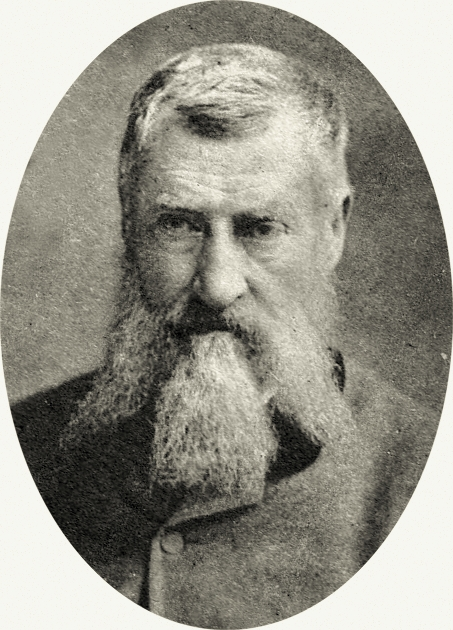
Hermann Kauffmann um 1880

Hermann Kauffmann (der Ältere) auch Herrmann Kauffmann, (* 7. November 1808 in Hamburg; † 24. Mai 1889 ebenda) war ein deutscher Maler und Lithograph, der als ein Hauptvertreter der Hamburger Schule gilt.

## Leben

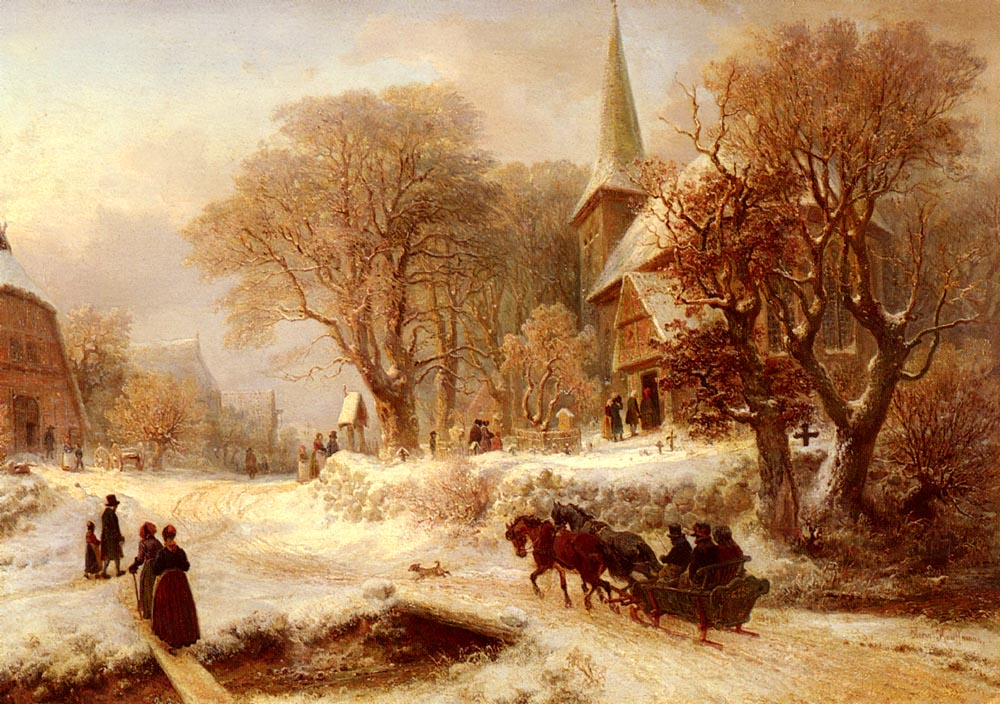
Die Hammer Kirche

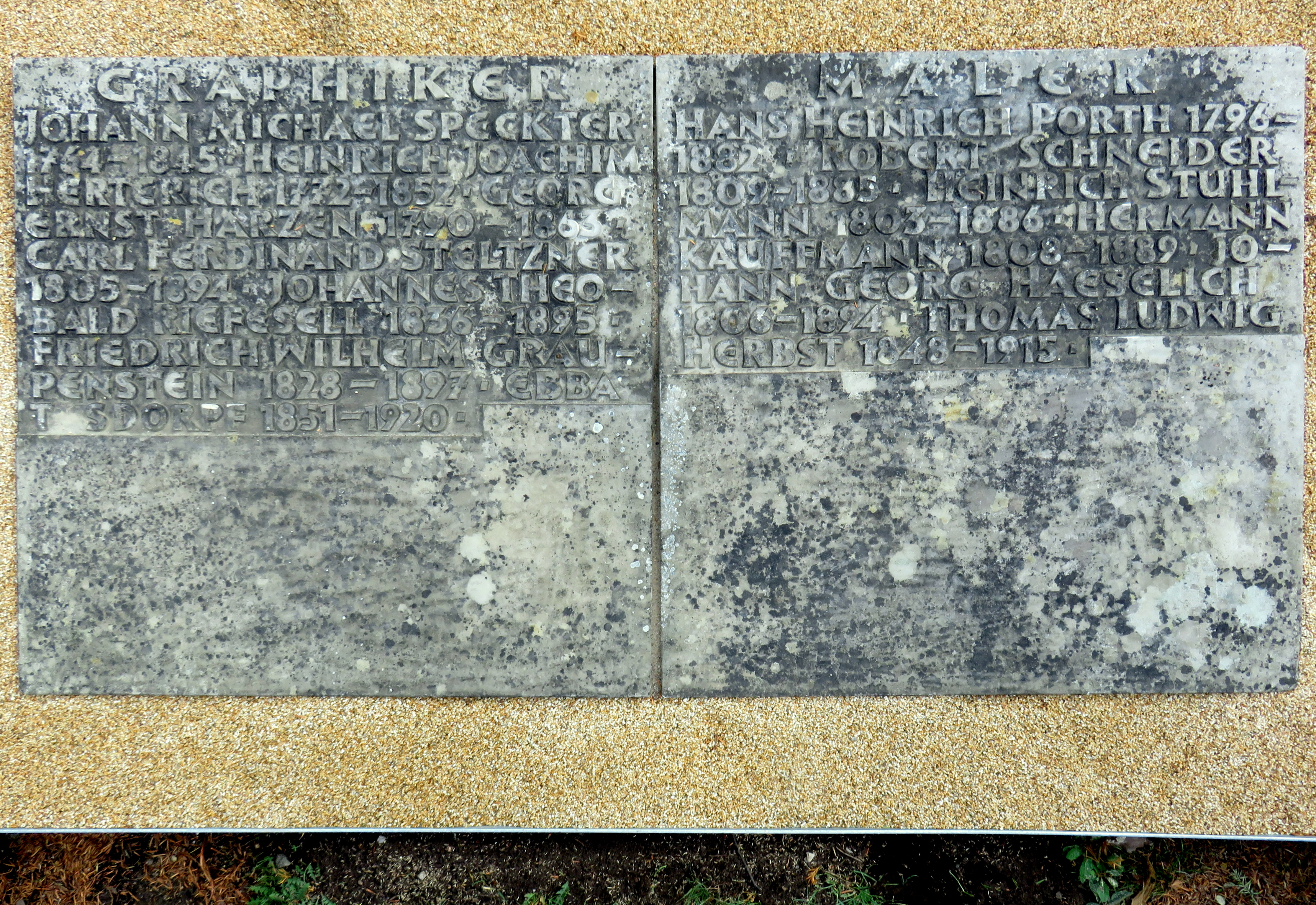
„Hermann Kaufmann“, Sammelgrabmal Maler (rechts) auf dem Friedhof Ohlsdorf

Hermann Kauffmann war der Sohn eines Kaufmanns und einer Seidenhändlerstochter. Bei seinem ersten künstlerischen Lehrer, dem Hamburger
Maler Gerdt Hardorff, lernte er nicht nur das Zeichnen nach Gipsmodellen, wie damals üblich, sondern betrieb auch Aktstudien. 1827 bis 1833 besuchte er die Akademie der Bildenden Künste München. Sein Lehrer Peter Hess galt als führender Vertreter der Münchner Naturalisten. Kauffmann war zunächst der Hamburger Künstlerkolonie dort verbunden, verließ sie aber bald und wandte sich dem Naturstudium zu. 1833 ging er nach Hamburg zurück. Noch lange blieb die bayerische Landschaft prägend für seine Bilder und Zeichnungen.
Weitere Landschaftsstudien entstanden auf Reisen nach Nord- und Süddeutschland, nach Norwegen und in und um Hamburg. Sie werden teils als reine Landschaften eingeordnet, teils als Landschaften mit Genre, teils als Genre. Sie zeichnen sich durch Natürlichkeit der Auffassung und Darstellung aus. Gern stellt er Winterlandschaften dar, wie den Postwagen im Schneesturm, Schlittenbahn auf der Elbe, Fischerszene auf dem Eis. Hermann Kauffmann war Mitglied des Hamburger Künstlervereins von 1832.
Werke von ihm befinden sich in der Hamburger Kunsthalle und in Museen in Darmstadt, Hannover und Leipzig. Ein Gemälde vom großen Hamburger Brand hängt im Hamburger Rathaus. Hermann Kauffmann wurde 1879 von Hermann Steinfurth porträtiert. Im selben Jahr schenkte es Hermann Steinfurth der Hamburger Kunsthalle.
1914 wurde die Hermann-Kauffmann-Straße in Hamburg-Barmbek-Nord nach ihm benannt. Auf dem Ohlsdorfer Friedhof, im Bereich des Althamburgischen Gedächtnisfriedhofs, nahe dem Haupteingang des Friedhofs wird auf dem Doppel-Sammelgrabmal der Graphiker und Maler unter anderen an Hermann Kauffmann erinnert, dessen Name auf der rechten Maler-Grabplatte steht.
Sein Sohn Hugo Kauffmann war ebenfalls Maler, wie auch sein Enkel Hermann Kauffmann.

## Werke

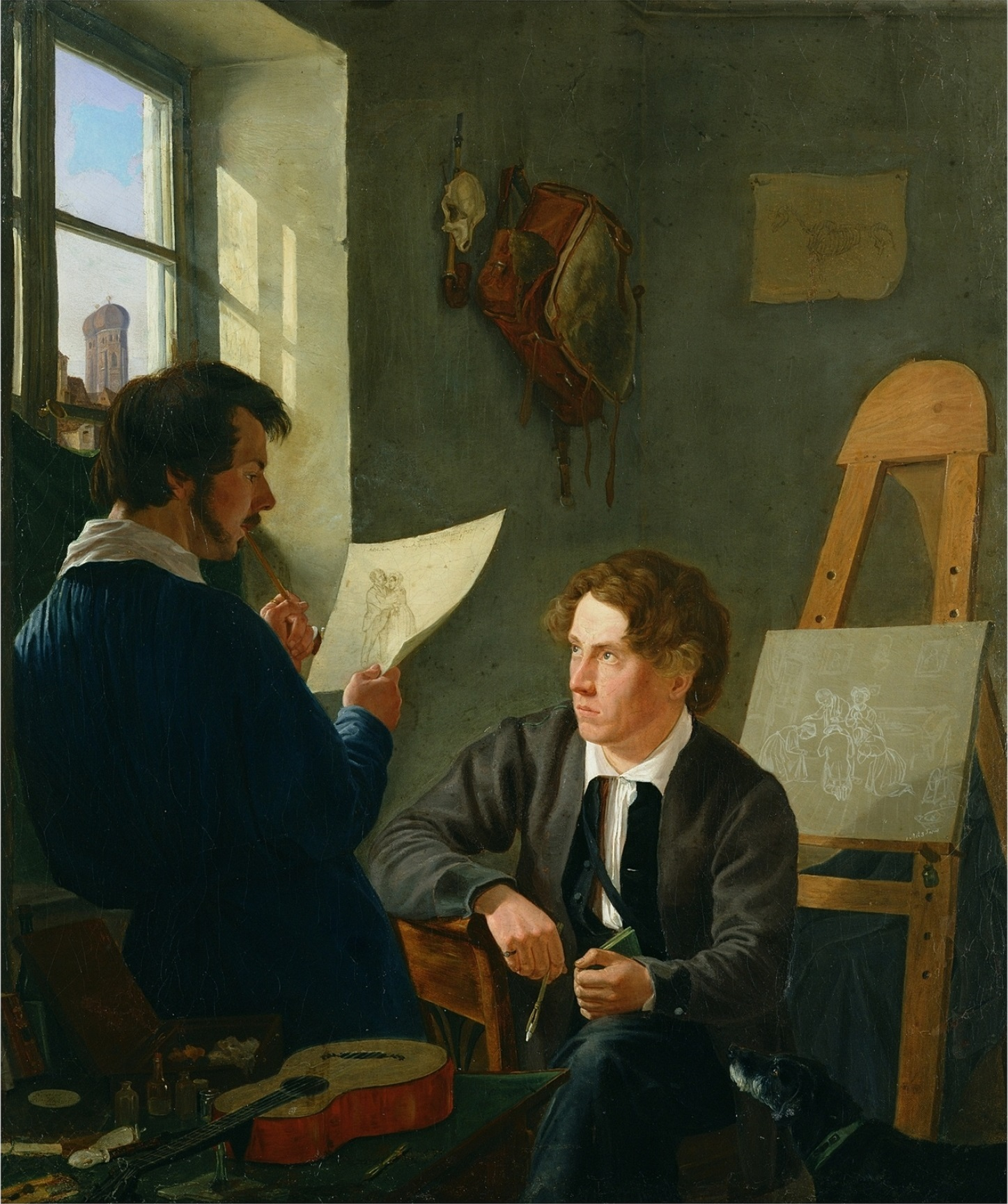
Hermann Kauffmann und Georg Haeselich in Kauffmanns Atelier in München (1830)

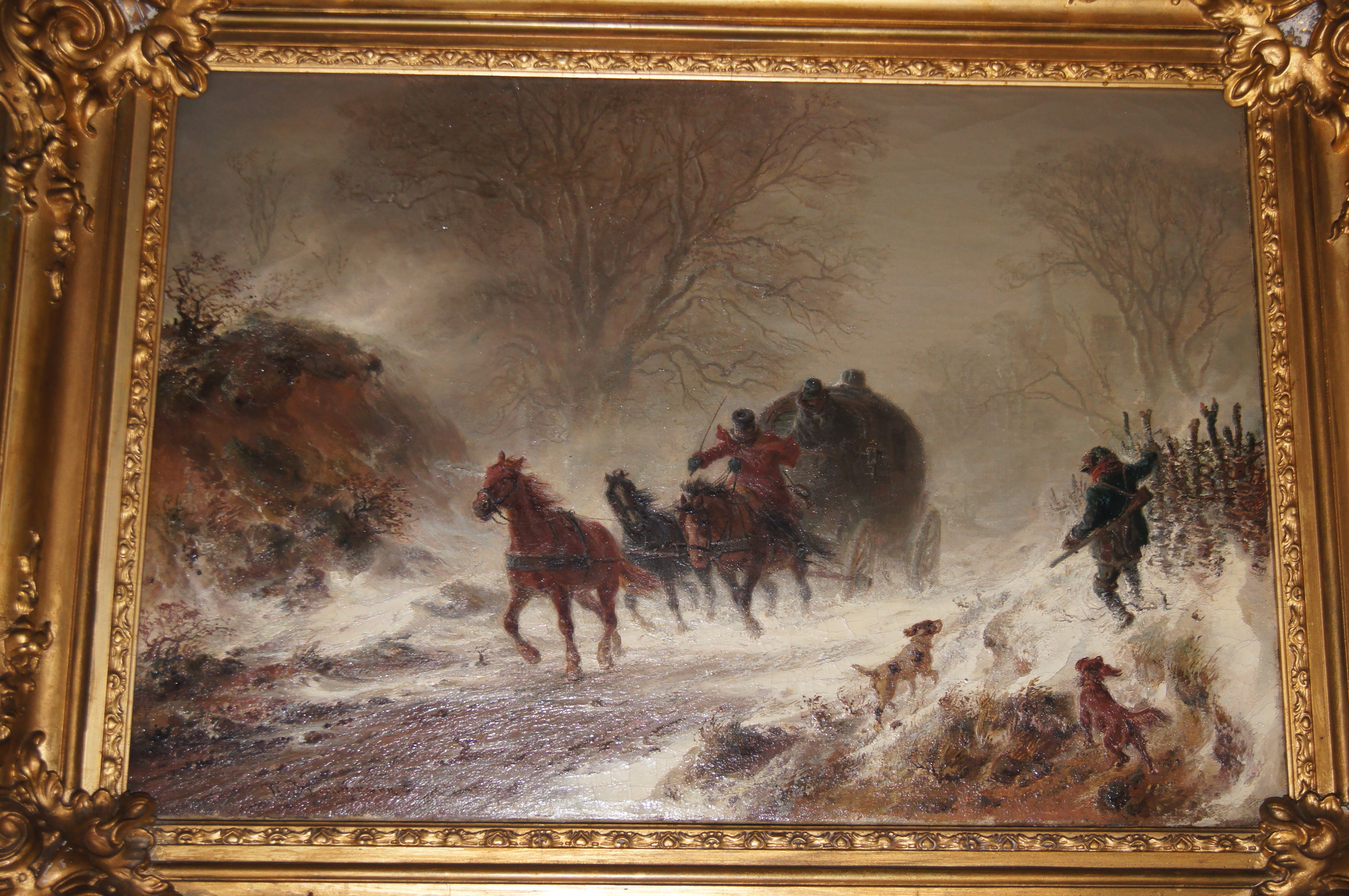
Postwagen im Schneesturm – Privatbesitz

### Lithographien
- 1845: Am Soolbrunnen, (Lithographie)
- 1851: März[4]

### Ölgemälde
- 1887: Die Heimkehr der Fischer, (Probstei)
- Hermann Kaufmann und Georg Haeselich in Kauffmanns Atelier in München (1830), Ölgemälde und im Besitz der Hamburger Kunsthalle

## Ausstellungen (Auswahl)
- 2019: Hamburger Schule – Das 19. Jahrhundert neu entdeckt (12. April bis 14. Juli), Hamburger Kunsthalle